# Tiroler Volksbund
Il Tiroler Volksbund (Lega popolare tirolese) è stata un'organizzazione politica fondata a Innsbruck il 5 maggio 1905 che tenne a Vipiteno il 9 maggio 1918 il cosiddetto Sterzinger Volkstag.
L'associazione pangermanista nasceva con l'idea di mantenere l'unità del Tirolo contrastando i movimenti che chiedevano l'autonomia amministrativa del Trentino, agendo con attività anti-italiane ed espansionistiche di germanizzazione della parte italofona della provincia tirolese.
Nel saggio del 1911, Il Trentino veduto da un socialista, Benito Mussolini ci illustra una panoramica della situazione trentina: da un lato si hanno organizzazioni pangermaniche quali il Volksbund, la Deutscher Schulverein e la Süd-Mark mentre dall'altro associazioni in difesa dell'italianità linguistica e culturale come la Lega Nazionale e le società Pro Patria.
Nel 1919 è stata ribattezzata Andreas-Hofer-Bund Tirol (AHBT). Ha collaborato negli anni '20 e '30 con la Deutscher Schulverein, finanziando il sistema clandestino delle Katakombenschule in Alto-Adige.
L'organizzazione è stata sciolta nel 1938, dopo l'Anschluss, per ordine del regime nazista.
Il 15 agosto 1994 l'organizzazione è stata ricostituita, operando soprattutto in Alto Adige e in Trentino.